# Karbinec statný

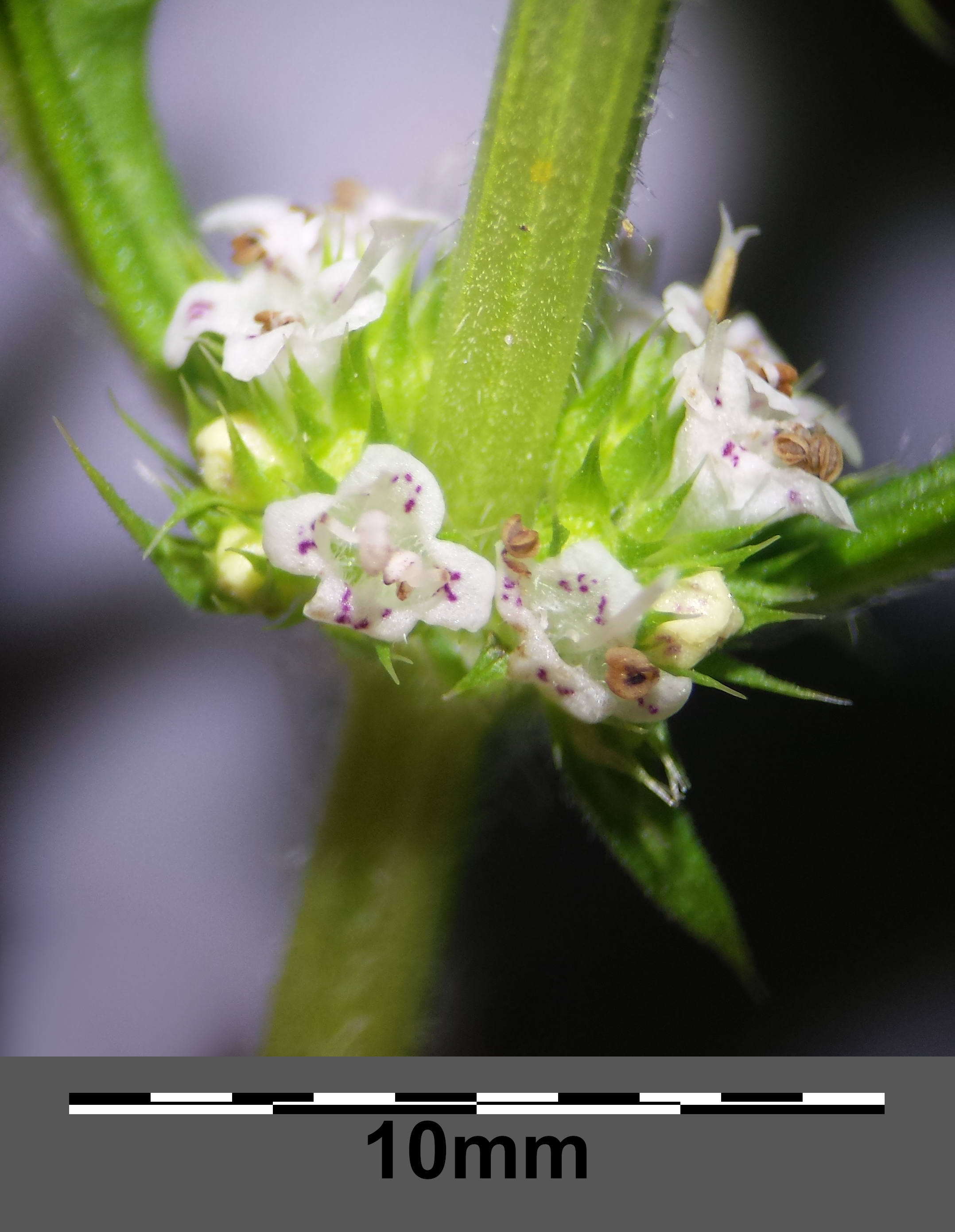
Květenství

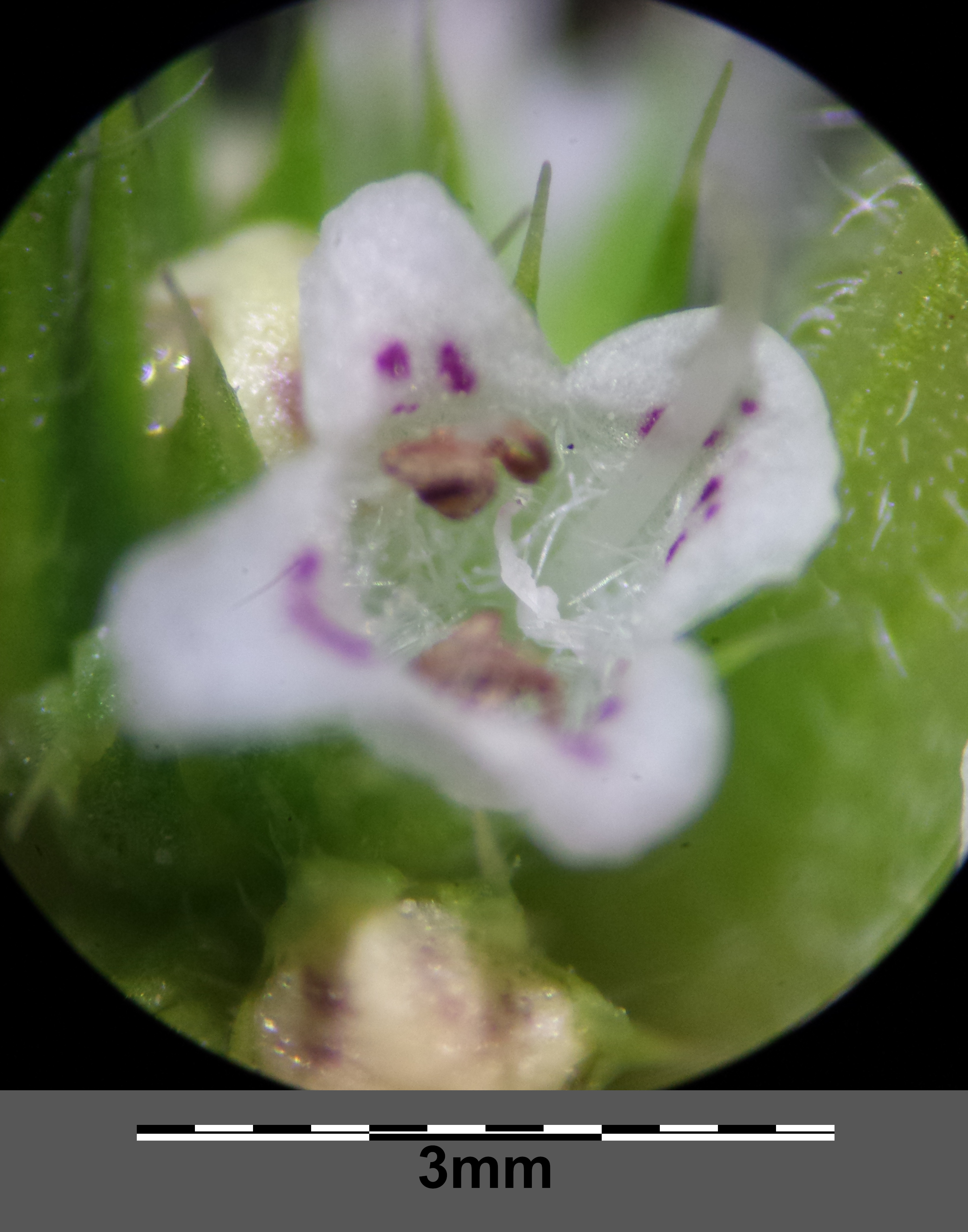
Květ

Karbinec statný (Lycopus exaltatus) je vytrvalá, hygrofytní, statná rostlina vyskytující se na střídavě zaplavovaných travnatých územích, která v letních měsících kvete lichopřesleny bělavých květů. V české přírodě je tato poměrně teplomilná rostlina původním druhem, počet stanovišť, na kterých pravidelně vykvétá, se ale dlouhodobě snižuje. Je proto v "Červeném seznamu ohrožených druhů České republiky" z roku 2017 zařazena  mezi silně ohrožené rostliny (C2).

## Rozšíření
Areál tohoto druhu zaujímá hlavně oblasti ve střední, jihovýchodní a východní Evropě. Mimo ni ostrůvkovitě zasahuje na sever Kavkazu, do západní Sibiře, jižní Střední Asie a na severozápadní území Číny.
V České republice roste pouze na jižní Moravě v oblastech okolo dolních toků řek Moravy a Dyje. Vyskytuje se nejčastěji na území mezi Lednicí, Rakvicemi a Podivínem. Dále ojediněle proniká Dolnomoravským úvalem podél Moravy až po Uherské Hradiště a západním směrem Dyjsko-svrateckým úvalem okolo Dyje až k Hrušovanům nad Jevišovkou. Původní výskyt karbince statného je pouze v planárním stupni, při jeho náhodném zjištění v kolinním se vždy jedná o nepůvodní rozšíření.

## Ekologie
Hemikryptofyt s optimem výskytu na nesečených loukách a v lemech zaplavovaných lužních lesů, stejně jako v bylinné vegetaci po březích řek i rybníků a na okrajích rákosin, prospívají mu dobře osvětlená stanoviště. Roste na mokrých, často přeplavovaných půdách, které jsou neutrální až zásadité, hlinité nebo jílovité, na živiny bohaté, vlhké až zbahnělé a mohou být i částečně zasolené, např. v blízkosti minerálních pramenů. Dobře snáší na jaře zaplavení stanoviště a v létě jeho vyschnutí. Kvete v červnu až srpnu. Počet chromozomů diploidního druhu 2n = 22.

## Popis
Vytrvalá rostlina se čtyřhrannou lodyhou přímou nebo jen mírně vystoupavou vyrůstající ze šikmého oddenku s výběžky. Lodyha bývá jednoduchá či jen chudě větvená, někdy jemně chlupatá a porostlá krátce řapíkatými, křižmostojnými listy. Jejich chlupatá čepel je v obrysu vejčitá, dlouhá 5 až 12 cm a široká 2 až 7 cm, peřenodílná s úkrojky na konci špičatými a po obvodě celokrajnými nebo řídce zubatými. Úkrojky svírají s osou listu ostrý uhel. Palisty nejsou vyvinuté.
Bílé, nachově tečkované, nevonné květy, s listeny podobnými listům a s listenci delšími než květy, vyrůstají v počtu patnáct až třicet v lichopřeslenech. Vytrvalý kalich dlouhý asi 3 mm je do půle členěný v pět zašpičatělých cípů. Trubkovitá koruna dlouhá přibližně 4 mm má čtyři laloky bílé barvy s karmínově červenými skvrnami; je nezřetelně pyskatá, horní pysk je tvořen jediným lalokem a dolní třemi stejně velkými. Z koruny vyčnívají dvě tyčinky s prašníky a čnělka s bliznou, v korunní trubce jsou skryté dvě patyčinky. Pro znesnadnění opylení vlastním pylem nejdříve dozraje pyl v prašnících čnících z koruny a teprve po vyprášení pylu z prašných váčků dozrají vajíčka v semeníku. Následně se čnělka prodlouží a její blizna vystoupí z květu a čeká na opylení. Semeník vznikl ze dvou plodolistů a je nejprve dvoudílný, později se jeho oddíly nepravou přepážkou rozdělí vedví. Postupně rozkvétající květy jsou opylovány hmyzem slétajícím se pro nektar produkovaný žlázkami okolo báze semeníku.
Plod je poltivá žlutozelená tvrdka velká až 1,5 mm, na vrcholu je zaoblená, po obvodě žláznatá a na horní vnitřní straně má 0,2 mm široký lem. Rozpadá se na čtyři semena – plůdky.

## Rozmnožování
Karbinec statný se rozšiřuje několika způsoby, ale podobně jako u většiny mokřadních rostlin se u něj projevuje výrazná tendence k vegetativnímu rozmnožování. Do bezprostřední blízkosti se rozrůstá výběžky (kterých bývá průměrně šest) z oddenku (hlízy), jeho úlomky mohou být přívalovou vodou odplaveny i mnohem dál. Na delší vzdálenost se již šíří pohlavně, hydrochoricky, pomoci semen odplavovaných vodou nebo zoochoricky, kdy semena roznášejí zvířata, kterým prošla zažívacím traktem nebo k jejichž peří či srsti se přichytila.